# Aloe babatiensis
Aloe babatiensis là một loài thực vật có hoa trong họ Măng tây. Loài này được Christian & I.Verd. mô tả khoa học đầu tiên năm 1954.

## Hình ảnh

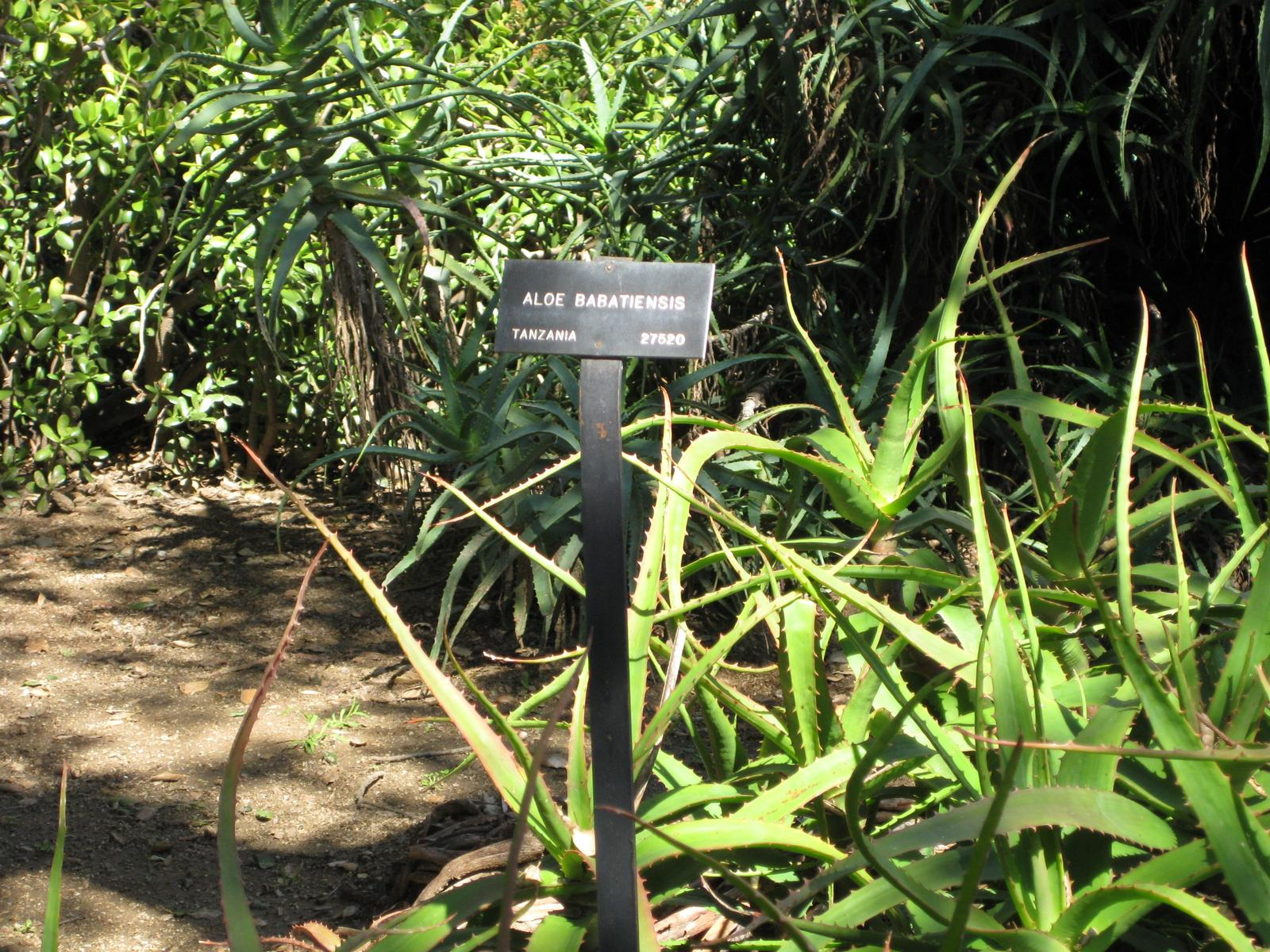